# تاوکان
تاوکان (به اسپانیایی: Tawqan) یک کوه در پرو است که در پرو واقع شده‌است. تاوکان ۵٬۲۰۰ متر بالاتر از سطح دریا واقع شده‌است.